# Oskar Nielsen-Nørland
Oskar Nielsen-Nørland (Roskilde, 4 oktober 1882 – Frederiksberg, 18 mei 1941) was een Deens voetballer, die zijn gehele loopbaan speelde als middenvelder voor de Deense club Kjøbenhavns Boldklub. Hij werd geboren als Niels Christian Oskar Nielsen, maar veranderde zijn achternaam in 1914 in Nørland. Nielsen-Nørland overleed op 58-jarige leeftijd.

## Interlandcarrière
Nielsen-Nørland speelde in totaal veertien interlands voor de Deense nationale ploeg, waarmee hij in 1908 deelnam aan de Olympische Spelen in Londen. Daar won de selectie onder leiding van de Engelse bondscoach Charles Williams de zilveren medaille. In de finale, gespeeld op 24 oktober 1908 in het White City Stadium, bleek gastland Engeland met 2-0 te sterk. Vier jaar later was Nielsen-Nørland  eveneens van de partij bij de Olympische Spelen in Stockholm, waar hij andermaal beslag legde op de tweede plaats met de Deense ploeg.